# جاكي كروفورد
جاكي كروفورد (26 سبتمبر 1896 في المملكة المتحدة - 27 سبتمبر 1975 في المملكة المتحدة) (بالإنجليزية: Jackie Crawford)‏ هو لاعب كرة قدم بريطاني (وحمل سابقاً جنسية المملكة المتحدة لبريطانيا العظمى وأيرلندا) في مركز الوسط. شارك مع منتخب إنجلترا لكرة القدم. أما مع النوادي، فقد لعب مع تشيلسي وكوينز بارك رينجرز وهال سيتي.

## وصلات خارجية
- جاكي كروفورد على موقع ناشيونال فوتبول تيمز (الإنجليزية)